# Dinastía Sailendra

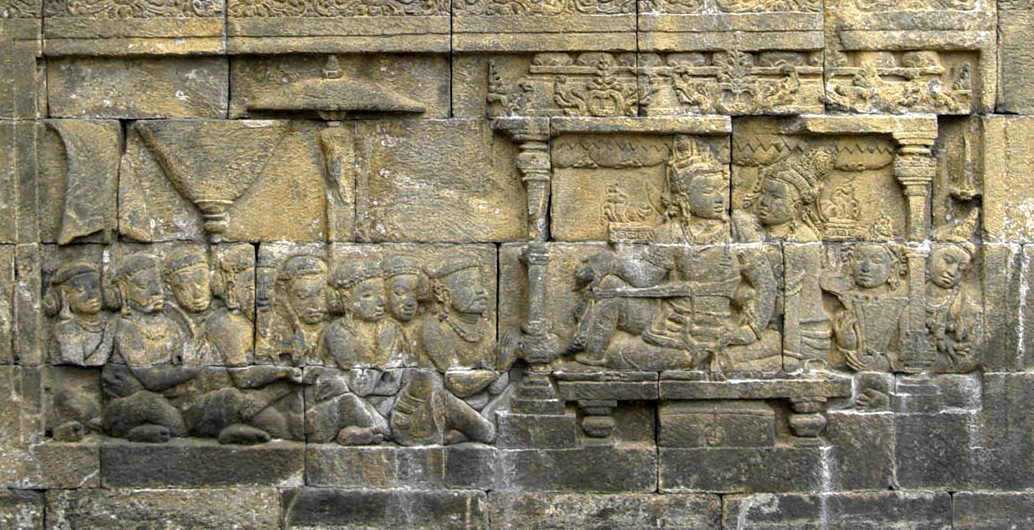
Rey y Reina de Sailendra (Borobudur,)

La dinastía Sailendra o Shailendra (del sánscrito शैलेन्द्र , "Señor de las Montañas"), fundada en Java Central alrededor del año 732 por el rey Sanjaya, gobernó el imperio marítimo Srivijaya controlando así Indonesia y el sudoeste asiático entre los siglos VIII y XIII.

## Historia

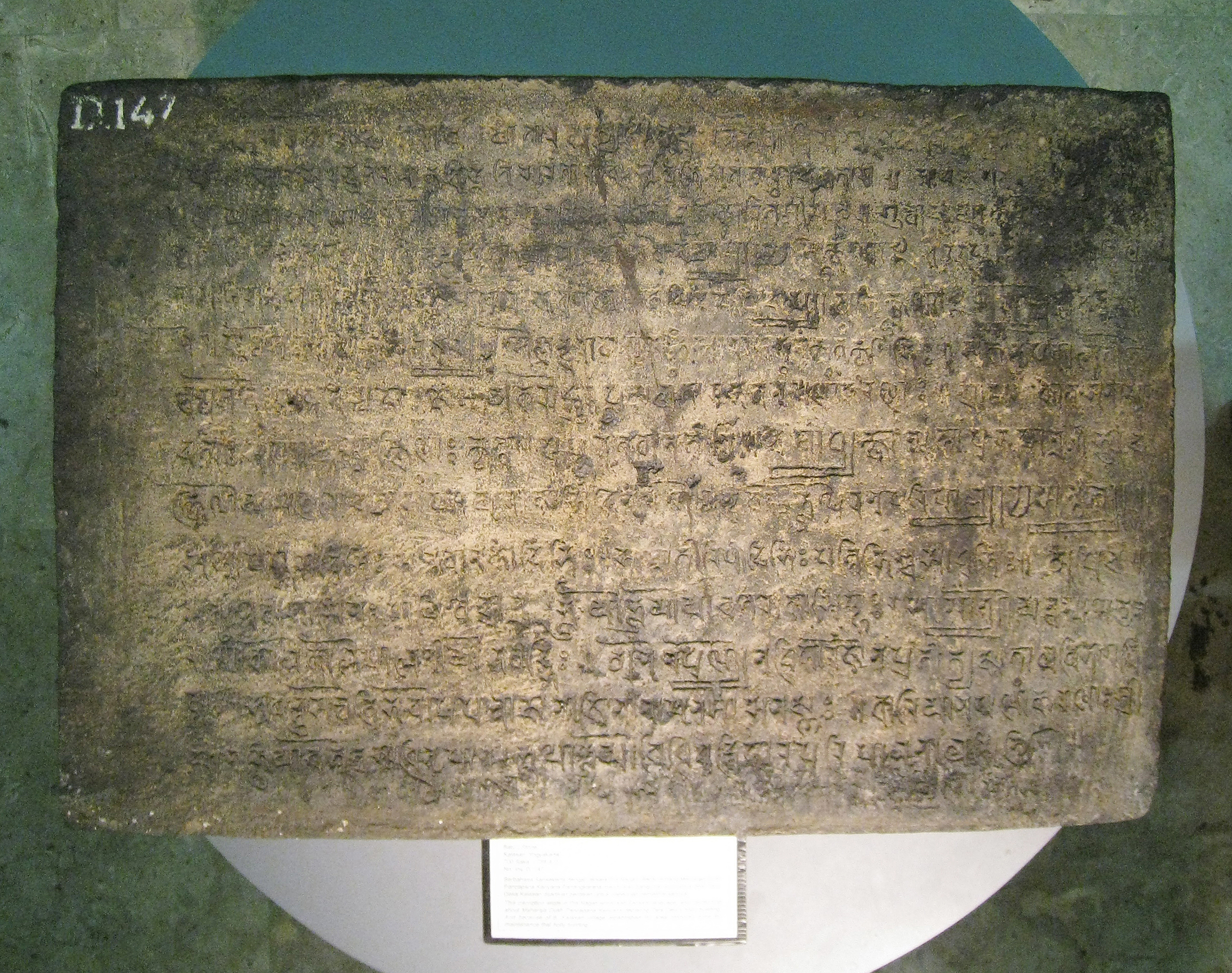
Inscripción Kalasan

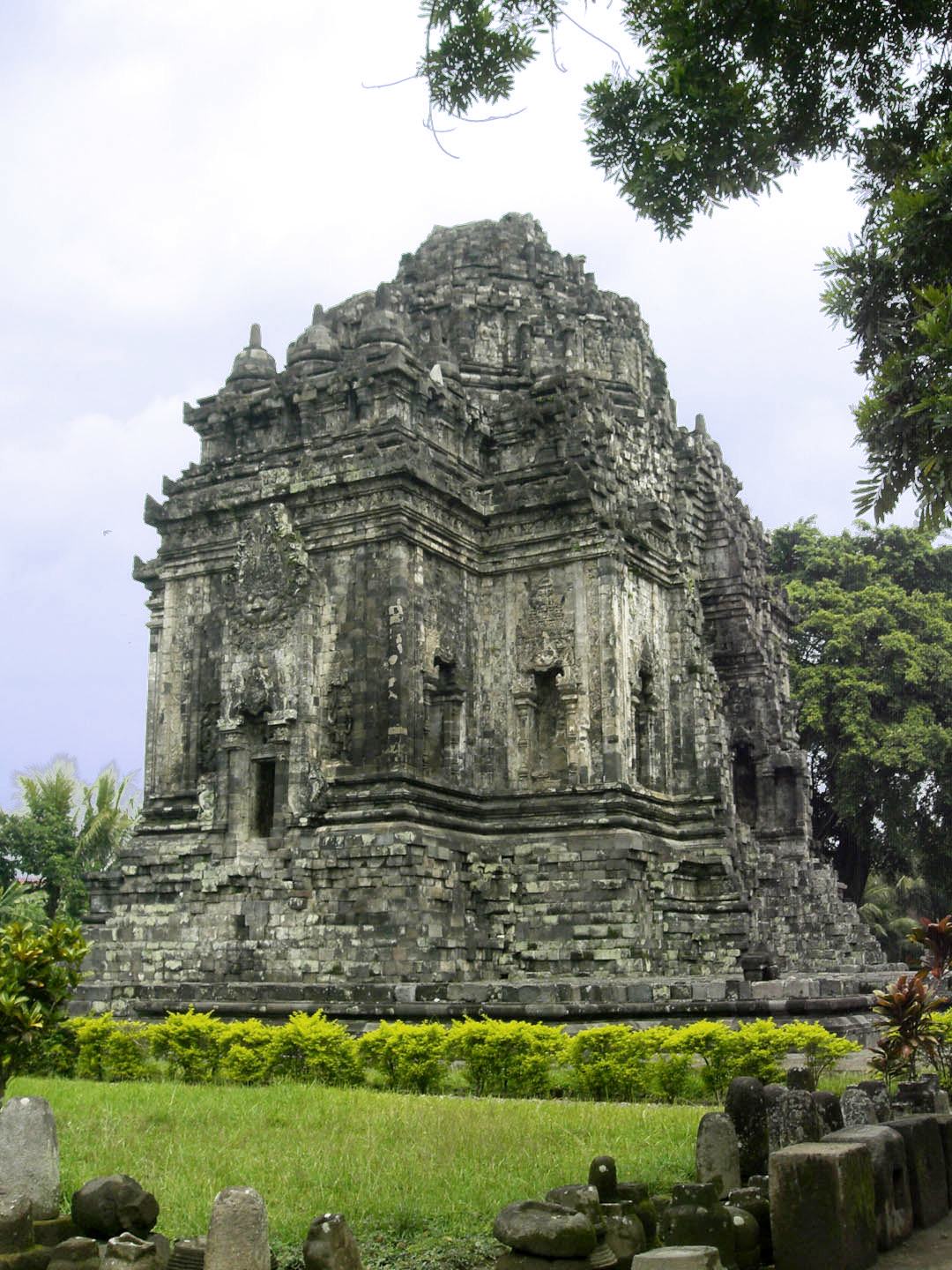
Templo de Kalasa

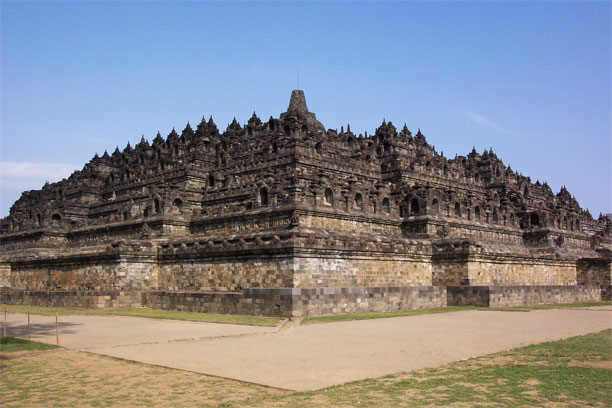
Borobudur

Expansión máxima del imperio Srivijaya.

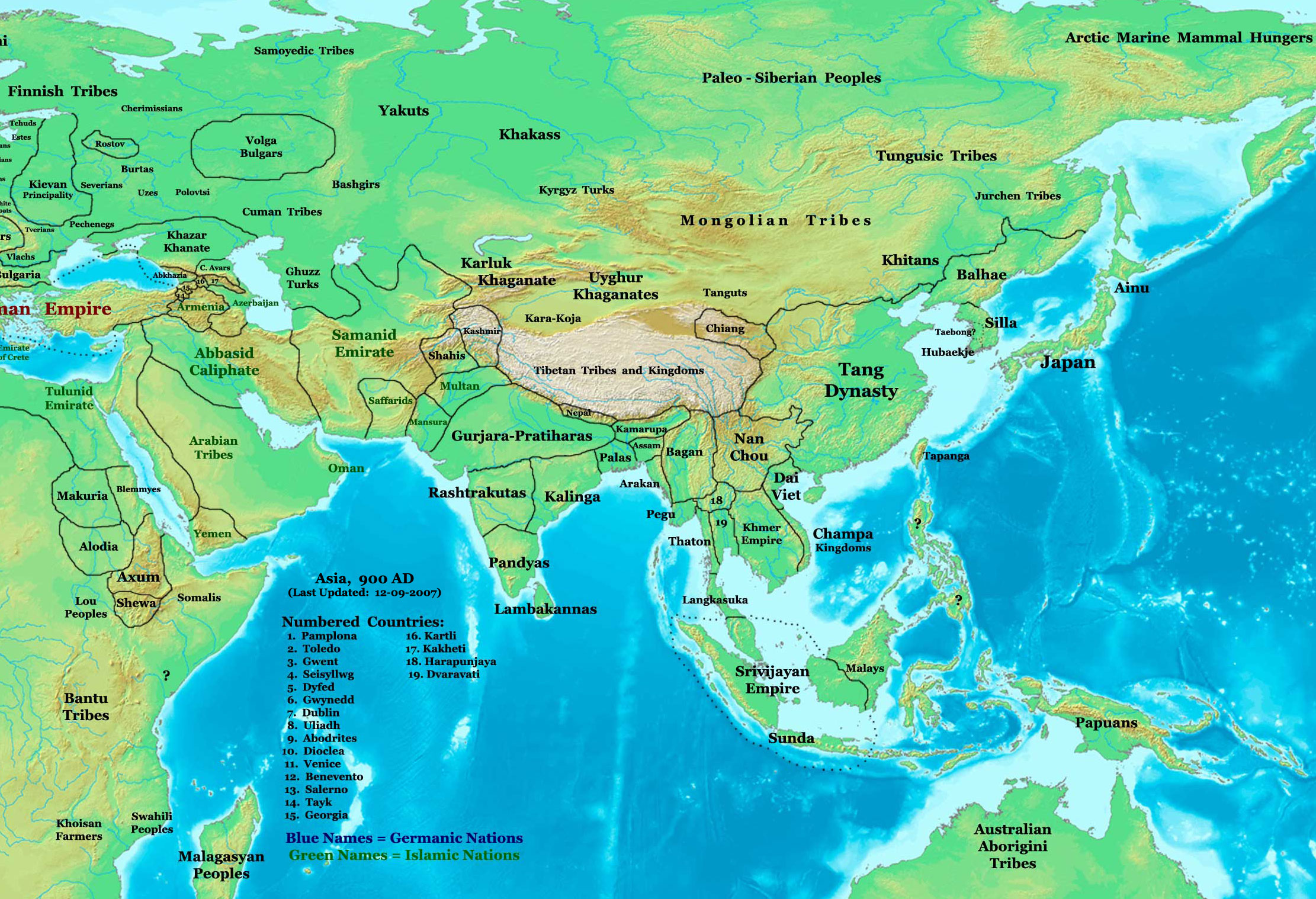
Asia (900)

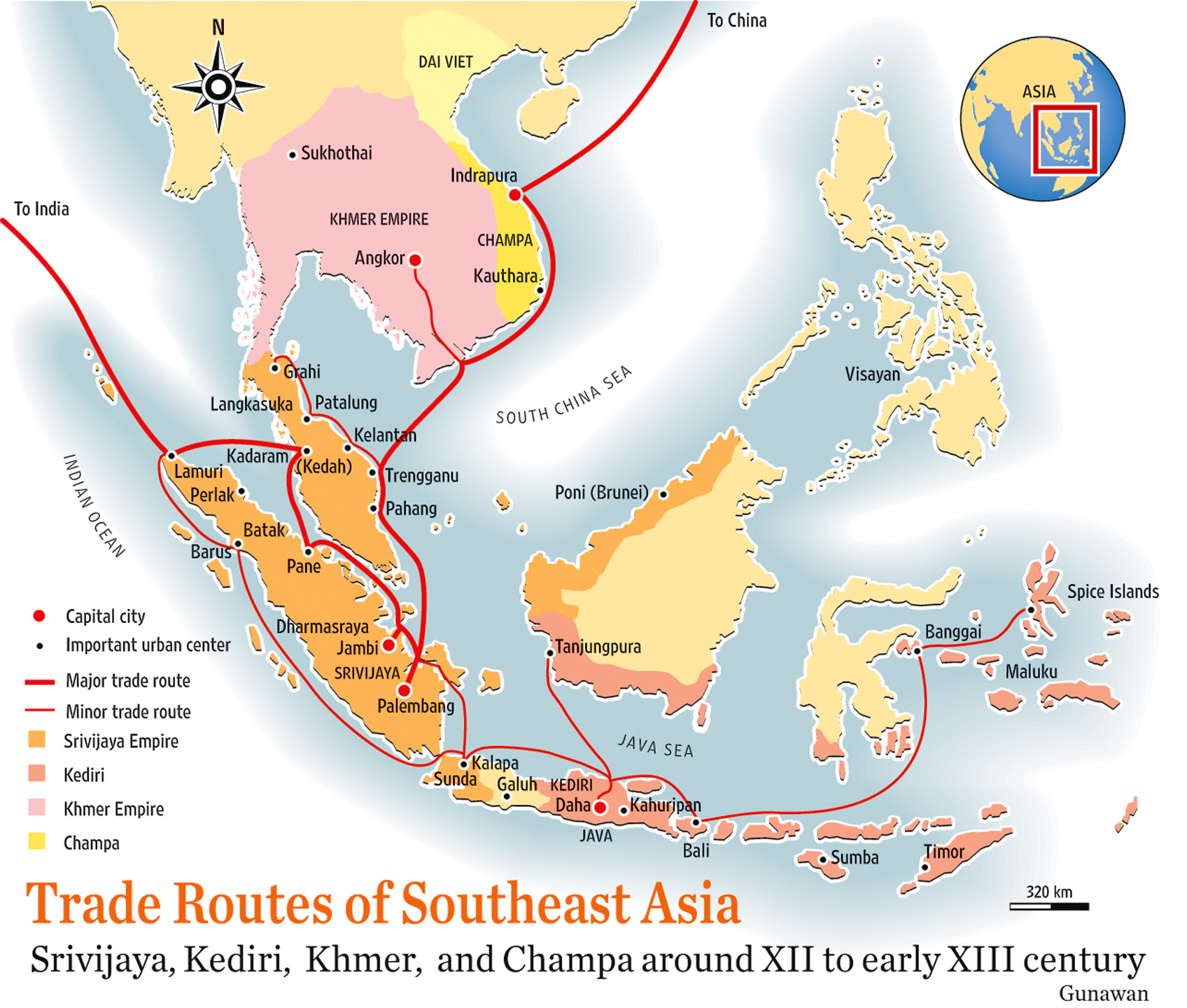
Srivijaya y Kediri (siglos y)

Probablemente originarios del sur de la India, según sugieren unas inscripciones en piedra encontradas en Sojomerto, se impusieron a los Rakai, los nobles javaneses, que se convirtieron en sus vasallos.
Seguramente adeptos al Hinduismo en sus comienzos, Sanjaya (Rakai Mataram, Ratu Sañjaya o Rahyangta i Hara), el fundador (o al menos su primer figura histórica), encargó la construcción de un santuario hindú en honor a Shivá en la colina Ukir, ubicada solo a 10 km al este de Borobudur, pero su sucesor inmediato, Rakai Panangkaran (o Panankaran) fue el constructor del templo budista Kalasan, como aparece en la inscripción Kalasan escrita en el año 778 y finalmente sus gobernantes pasaron a la historia como seguidores del Budismo Mahayana y sus principales defensores en Java.

### Reyes de Srivijaya
En esas fechas, cuando la dinastía estaba ya en su apogeo, estableció alianza matrimonial con los gobernantes del imperio marítimo Srivijaya, centrado en Sumatra. Para el 775 el monarca Srivijaya Dharanindra había trasladado su capital a Java, manteniéndose así durante el gobierno de sus sucesores Samaragrawira (782) y Dharmasetu (o Varmasetu, 790). Su sucesor Samaratunga (792), perteneciente ya a la dinastía Sailendra, asumió el gobierno de Srivijaya al casar con Dewi Tara (Tara ---a con acento largo), hija de Dharmasetu. La alianza era de mutua conveniencia: mientras Srivijaya se aseguraba el control de Java, los Sailendra tenían acceso a su imperio marítimo.
Samaratunga trató de fortalecer su control de los Rakai dando en matrimonio a su hija Pramodhawardhani a uno de los principales, Pikatan, líder de los Sanjayas.
Alrededor de 775 en Java Central se inició la construcción del santuario de Borobudur, el monumento budista más grande del mundo, cuya construcción se estima demoró 75 años y fue finalizada en el año 825, durante el reinado de Samaratunga.
Durante esta época fueron construidos numerosos templos y monumentos tanto budistas como hinduistas en la llanura de Kedu y las montañas que la rodean: los budistas, incluyendo Borobudur, fueron creados al mismo tiempo que, por ejemplo, el templo hindú Prambanan indicando que la religión no representaba un motivo de conflicto serio en Java.
A finales del siglo VIII el imperio marítimo Srivijaya bajo la dinastía Sailendra había extendido su dominio sobre Sumatra, Java, la península de Malaca y su influencia alcanzaba Siam e Indochina.

### Pérdida de Java
A la muerte de Samaratunga asumió su hijo Balaputra (Balaputradewa), aún pequeño. La influencia creciente de su cuñado, el Rakai Pikatan de los Sanjayas terminó en abierto conflicto y alrededor del 835 Balaputra perdió el control de Java y debió trasladar su capital de regreso a Srivijaya.
Abonando la hipótesis de que se trataba de una dinastía extranjera, la caída del dominio de los Sailendras en Java y el establecimiento del reino Medang (Mataram), provocó numerosos cambios en la cultura de la isla: implicó la pérdida gradual del favor real para el budismo, el reverdecer del uso del antiguo javanés en reemplazo del sánscrito, el reemplazo de la moneda de plata utilizada hasta ese momento por moneda de oro indígena, cambios artísticos, etc.
La dinastía continuó controlando Srivijaya. Uno de sus reyes, nieto de Balaputra y con igual nombre, construyó en la India un nuevo monasterio en Nalanda, que fue reconocido como el principal centro de estudios budistas de Asia.
Si bien Srivijaya recuperó eventualmente el control de Java, en 1068 inició un nuevo declive a partir de la toma del reino de Kedah, en el noroeste de la actual Malasia, por las fuerzas de la dinastía de origen tamil Chola.
Si bien la invasión tamil quedó finalmente reducida a una serie de raids, la hegemonía Srivijaya se vio seriamente afectada y nuevamente surgieron diversos reinos en la zona (Kediri). Srivijaya mantuvo cierto control de Sumatra, la península Malaya y Java occidental (Sunda) y siendo el poder dominante en el sudeste asiático hasta el siglo XIII cuando fue perdiendo rápidamente influencia frente al ascenso del reino Singhasari en Java. Las huellas de la dinastía Sailendra se pierden tras la invasión javanesa de Sumatra y Malasia.